# Kamas (Utah)
Kamas ([ˈkæməs] en anglais) est une localité américaine située dans le comté de Summit, dans l’Utah. Selon le recensement de 2012, sa population s’élève à 1 899 habitants. Sa superficie totale est de 4,1 km² (1,6 mi²).

## Source
- (en) Cet article est partiellement ou en totalité issu de l’article de Wikipédia en anglais intitulé « Kamas, Utah » (voir la liste des auteurs).